# Kanton Nice-12
Kanton Nice-12 (fr. Canton de Nice-12) je francouzský kanton v departementu Alpes-Maritimes v regionu Provence-Alpes-Côte d'Azur. Tvoří ho čtvrti Saint-Roch (část leží v kantonu Nice-3), Mont Boron, Vinaigrier, Mont-Gros, Le Trident, Roquebillière a Bon-Voyage města Nice.